# Eva Asderaki

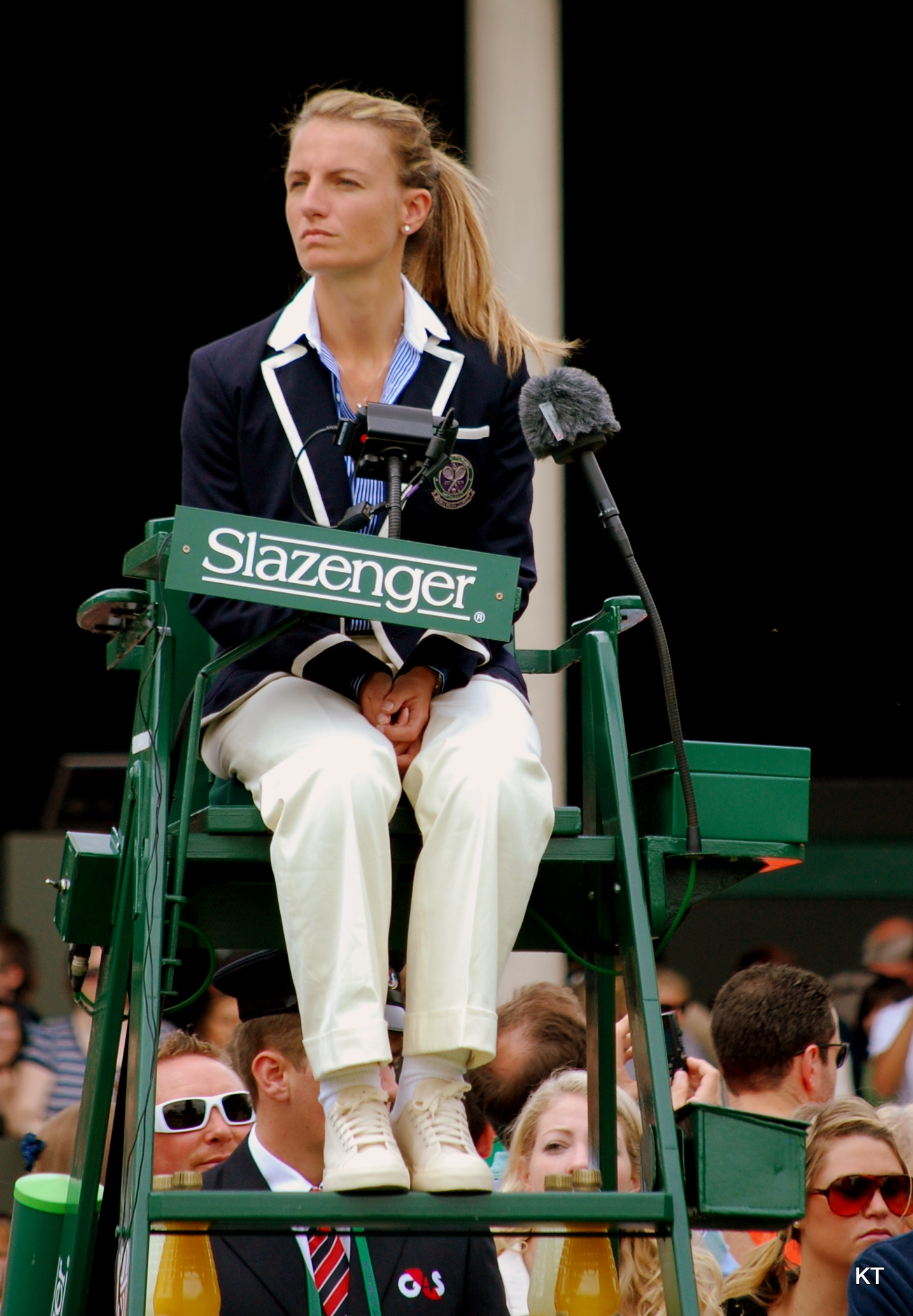
Eva Asderaki (Wimbledon 2011)

Eva Asderaki (griechisch Εύα Ασδεράκη; * 27. Januar 1982) ist eine griechische Tennisschiedsrichterin.

## Karriere
Asderaki leitete schon Tennisspiele der WTA Tour, bei den Olympischen Sommerspielen in Peking 2008 und anderen Tennisturnieren. Von der Internationalen Tennis Federation wurde sie mit dem Gold Certificat ausgezeichnet.
Asderaki war die erste Frau, die als Schiedsrichterin ein Grand-Slam-Finale bei den Herren leitete, nämlich das Endspiel der US Open 2015 zwischen Roger Federer und Novak Đoković. Hierbei zeigte sie eine allseits sehr anerkannte Leistung, korrigierte mehrfach das Urteil von Linienrichtern und musste keine ihrer Entscheidungen nach elektronischer Überprüfung zurücknehmen.
Am 11. September 2011 leitete sie das Dameneinzel-Finale der US Open zwischen der späteren Siegerin Samantha Stosur und Serena Williams, bei dem es zwischen ihr und Williams nach einer Unsportlichkeit von Williams zu einem verbalen Streit kam. Williams hatte nach einem Schlag und noch vor dem Auftreffen des Balls auf die gegnerische Spielseite lautstark den Punktegewinn bejubelt, obwohl noch nicht klar war, ob ihre Gegnerin den Ball nicht doch noch erreichen konnte, was nicht erlaubt ist. Dieser Punktegewinn wurde Williams aberkannt und für Stosur gewertet, was auch gleichzeitig den Gewinn des ersten Spiels des zweiten Satzes durch Stosur bedeutete. Hierdurch wurde Williams so wütend, dass sie Asderaki aufs übelste beleidigte. Der Turnierschiedsrichter verteidigte Asderaki später; sie habe nichts falsch gemacht.